# Pisuquia (distrito)
Pisuquia é um distrito peruano localizado na Província de Luya, departamento Amazonas. Sua capital é a cidade de Yomblon.

## Transporte
O distrito de Pisuquia não é servido pelo sistema de estradas terrestres do Peru.